# Beck – Rage Room
Beck – Rage Room är svensk TV-film från 2022. Filmen är den andra i åttonde säsongen baserade på Sjöwall Wahlöös fiktiva polis Martin Beck. Den är regisserad av Pontus Klänge, med manus skrivet av Johan Bogaeus.
Filmen hade premiär på streamingtjänsten C More den 21 januari 2022 och visades på TV4 längre fram.

## Handling
En brutalt mördad man påträffas vid sidan av ett löpspår i skogen. Josef återupptar sin relation med en gammal flickvän Cissi från skoltiden, vars far precis har dött i en hjärtinfarkt under ett inbrott. Josef hamnar i en komplicerad situation när han går emot Alex direktiv och påbörjar en inofficiell utredning om faderns död.

## Rollista
| - Peter Haber – Martin Beck - Kristofer Hivju – Steinar Hovland - Jennie Silfverhjelm – Alexandra Beijer - Martin Wallström – Josef Eriksson - Måns Nathanaelson – Oskar Bergman - Anna Asp – Jenny Bodén - Elmira Arikan – Ayda Çetin - Rebecka Hemse – Inger Beck - Ingvar Hirdwall – Grannen - Valter Skarsgård – Vilhelm Beck - Camilla Larsson – Rättsläkaren | - Malin Arvidsson – Cissi Karlsson - Johanna Lazcano – Åsa Karlsson - Leif Wedin – Johan Kennerberg - Maria Nohra – Erika Broms - Emanuelle Davin – Suss Stenson - Manuel Dubra – Per-Erik Stenson - Linus James Nilsson – Petter - Edvin Bredefeldt – Tobban - Gaspar Cano – Vidar Karlsson - Johan Fagerudd – Jonas Forsell |